# Адолф фон Зайн
Адолф фон Зайн (на немски: Adolf von Sayn; * 1538; † 30 юни 1568) от род Зайн-Спонхайм е граф на Зайн.

## Произход и управление
Той е най-големият син на граф Йохан VI фон Зайн († 20 март 1560) и първата му съпруга Елизабет фон Холщайн-Шауенбург († 15 януари 1545), дъщеря на граф Йобст I фон Шауенбург (1483 – 1531) и графиня Катарина Мария фон Насау-Диленбург (1483 – 1547). Баща му се жени втори път 1549 г. за Анна фон Хоенлое-Валденбург (1520 – 1594).
Брат е на Хайнрих (1539 – 1606), Херман (1543 – 1588), Магдалена (1542 – 1599), омъжена 1571 г. за граф Карл фон Мансфелд-Хинтерорт († 1594), Елизабет, абатиса в Есен († 1582), и полубрат на Анна Амалия (1551 – 1571), омъжена 1567 г. за Георг III фон Ербах († 1605).
След смъртта на баща му през 1560 г. Адолф фон Зайн управлява Графство Зайн заедно с чичо си граф Себастиан II († 1573).
Граф Адолф фон Зайн умира на 30 юни 1568 г. и е погребан в Хахенбург.

## Фамилия
Адолф фон Зайн се жени на 1 септември 1560 г. в Айзлебен за Мария фон Мансфелд-Айзлебен (* 12 март 1545; † 1588), дъщеря на граф Йохан Георг I фон Мансфелд-Айзлебен († 1579) и Катарина фон Мансфелд-Хинтерорт († 1582). Те имат една дъщеря:
- Доротея Катарина фон Зайн (* 16 май 1562; † 1609), омъжена на 9 октомври 1585 г. в замъка Харденбург, Дюркхайм за граф Карл Лудвиг фон Зулц (* 9 юли 1568; † 29 септември 1616), ландграф в Клетгау, господар на Вадуц, Шеленберг-Вутентал

Вдовицата му Мария фон Мансфелд-Айзлебен се омъжва втори път през 1574 г. за фрайхер Петер Ернст I фон Крихинген–Пютлинген, велик маршал на Люксембург († сл. 1607).